# Ким, Николай Николаевич
Никола́й Никола́евич Ким (при рождении Ким Хак Себ; 10 сентября 1913, Николаевск, Сахалинская область — 7 марта 2009, Москва) — советский архитектор; заслуженный архитектор РСФСР, лауреат Государственной премии СССР. Почётный член Российской академии архитектуры и строительных наук. Участник Великой Отечественной войны.

## Биография
Родился в семье крестьян из Кореи, переселившихся в Россию в 1910 году в г. Николаевск-на-Амуре. Затем семья проживала в селе Сталино Хабаровского края. Родители занимались рисоводством.
В 1931 году поступил в строительный техникум в Иваново. Во время учебы работал на стройке разнорабочим.
В 1933 году поступил в Московский архитектурный институт.
В 1939 года с отличием защитил дипломный проект и получил распределение сначала в Ростовский, затем в Московский филиал Совхозстройпроекта архитектором, заместителем начальника строительного отдела.
Проектировал центральные усадьбы и различные объекты сельского строительства.
В 1941—1945 — участник Великой Отечественной войны.
Был награждён орденом Красной Звезды, 2 орденами Отечественной войны II ст., медалью «За оборону Советского Заполярья».
С 1945 года работал в архитектурной мастерской академика И. Н. Соболева при Комитете по делам архитектуры (Совет Министров РСФСР).
1946–1948 — главный архитектор в Союзморпроект.
1948—1959 — главный архитектор в института Гипромясо.
В 1959 году защитил  диссертацию в аспирантуре Академии строительства и архитектуры СССР.
В 1959 — руководитель сектора Института экспериментального проектирования в НИИ экспериментального проектирования Академии строительства и архитектуры СССР.
В 1961—1986 — заместитель директора и главный архитектор в ЦНИИПромзданий.
Под руководством Н. Н. Кима было разработано множество проектно-экспериментальных и научных исследований, разработаны соответствующие нормативные документы по проблемам промышленной архитектуры.
В 1963—1986 — секретарь Правления Союза архитекторов СССР и председатель Комиссии по архитектуре производственной среды.
В 1973 —  Заслуженный архитектора РСФСР.
В 1977 присуждена Государственная премия СССР «За разработку и внедрение системы унификации промзданий и сооружений».
В 1977—1986 — завкафедрой архитектуры МИСИ им. В. В. Куйбышева.
В 1977 году защитил диссертацию на ученую степень доктора архитектуры.
В 1992 году работал ведущим научным сотрудником Сеульского национального университета (факультет архитектуры) в Южной Корее.
Почётный член Российской академии естественных наук (1995), Российской академии архитектуры и строительных наук (1995), Белорусской академии архитектуры (1999).
С 1990 по 1992 ездил в Китай и Южную Корею. Работал в Сеульском Национальном университете и Корейском институте архитекторов. Автор книги «Архитектура в Корее».
Участвовал в общественной жизни корейцев России. С 1996 года занимался созданием в Москве Российско-корейского культурного центра. Вплоть до конца жизни являлся президентом Регионального общественного фонда содействия созданию и развитию Российско-корейского многофункционального культурного центра «Родина» в Москве.
Скончался 7 марта 2009 года. Похоронен в Москве на Востряковском кладбище.

## Проекты и постройки
- Павильон комбикормовой промышленности, Москва (1952);
- Комплекс пищевых предприятий, Геленджик;
- Мясоперерабатывающий комбинат, Москва[7].

## Награды
- Хрустальный диплом южнокорейского фонда зарубежных корейцев «За активную общественную деятельность»(2000)
- Диплом и медаль «За большой вклад в развитие архитектуры, градостроительства, строительной науки, строительства и жилищно-коммунальной сфере»(2001)

## Публикации
- «Промышленная архитектура» (Стройиздат, Москва, 1979, 1988)
- «Промышленная архитектура» (Берлин, 1985; Сеул, 1994)
- Справочник проектировщика «Архитектура промышленных предприятий, зданий и сооружений» (Москва, 1990)
- Статья в южнокорейском журнале «Генчукка» («Архитектор»)(1992)